# Libethra spinicollis
Libethra spinicollis är en insektsart som beskrevs av Morgan Hebard 1919. Libethra spinicollis ingår i släktet Libethra och familjen Diapheromeridae. Inga underarter finns listade i Catalogue of Life.